# Larry Abia
Larry Abia Sila (Valencia, España, 8 de agosto de 1993) es un baloncestista hispano-ecuatoguineano que juega como alero en el Alginet, de la Liga EBA (cuarta división de España), y para la selección de Guinea Ecuatorial.

## Trayectoria
Se formó en la cantera del Valencia Basket y jugó con Pablo Sanchez, e hizo su debut en la Liga ACB durante la temporada 2011/2012, formando parte del equipo hasta la temporada 2013/2014. Al término de la misma se desvinculó del club para fichar por el Leyma Natura Basquet Coruña, equipo de la liga LEB Oro.
En agosto de 2019, se compromete con el JAFEP Fundación Globalcaja La Roda de la Liga LEB Plata por una temporada.

### Selección nacional
Ha sido internacional Sub-20 por España. Desde 2020, es absoluto con Guinea Ecuatorial.